# Markus W. Kropp
Markus W. Kropp (* 5. Februar 1973 in Düsseldorf) ist ein deutscher Pianist und Komponist.

## Werdegang
Kropp erhielt seit seinem siebten Lebensjahr Klavierunterricht und gab seine ersten Konzerte mit Werken von Bach, Chatschaturjan, Mussorgski und anderen im Alter von 10 Jahren.
Nach zehn Jahren Klavierunterricht und parallel zu seinem Studium entstand Markus W. Kropps erste Komposition, die 9 kleinen Variationen. Während seiner Studienzeit gewann er 1997 den dritten Preis im bundesweiten Wettbewerb in Chemnitz im Hauptfach Klavier. In Folge gab er ein in Gastspiel in  Nürnberg. Ein Meisterkurs der Russischen Schule bei Vitaly Margulis rundete seine Ausbildung zum Konzertpianisten ab.
Es folgten weitere Klavierkonzerte, u. a. die Aufführung von Gershwins Rhapsody in Blue für Klavier und Orchester an der Universität zu Köln.
Von 2001 bis 2003 leitete Kropp im ARTheater (Köln) die Veranstaltungsreihe The Piano Experience, innerhalb derer er als Komponist und Pianist mit „klassischer Klaviermusik als Barsound“ auftrat. Erste Klavierwerke wurden 2009 im Verlag Neue Musik veröffentlicht.
Kropp gibt regelmäßig Solokonzerte, unter anderem in der Konzertreihe „5 vor 12“ in Dormagen, SonntagsMusiken in St. Aposteln in Köln sowie Aufführungen in anderen deutschen Städten.

## Diskographische Hinweise
- Pianodawn – One (Musikverlag B36, 2017)